# Gerold Tagwerker
Gerold Tagwerker (* 13. Juni 1965 in Feldkirch) ist ein österreichischer Künstler. Er lebt und arbeitet seit 1989 in Wien. Er setzt sich mit modernen Stadtbildern und ihren vielfältigen Spiegelungen im Stadtraum sowohl fotografisch als auch installativ auseinander.

## Biografie
Tagwerker studierte von 1983 bis 1989 an der Hochschule Mozarteum in Salzburg. Dort besuchte er die Klasse für Malerei bei Peter Prandstetter (1925–2021) und Herbert Stejskal (1940–2012). 1989 wurde er mit dem Förderungspreis der Salzburger Landesregierung ausgezeichnet. Im gleichen Jahr zog er nach Wien. 1993 und 1995 verbrachte er Studienaufenthalte in New York. Er erhielt verschiedene Stipendien der Stadt Wien (1993, 2001 und 2012 Atelierstipendium New York), des Bundesministeriums für Wissenschaft, Forschung und Kunst (1996 Rom- und 1999 Paris-Stipendium) sowie des Bundeskanzleramts Kunst und Kultur (2001 Chicago-Stipendium).
Tagwerker ist Mitglied der Wiener Secession und der Berufsvereinigung Bildender Künstler Vorarlbergs.

## Werk
Gerold Tagwerker ist als Objekt-, Installations- und Fotokünstler tätig. Übergreifendes Thema seiner Arbeiten ist die Struktur und Wirkung der Architektur im urbanen Raum. Als Grundlage seiner raumbezogenen Werke verwendet er alltägliche, vorgefertigte Industriematerialien wie Spiegel, Leuchtstoffröhren, Gitterroste, Aluminiumrohre und Spanplatten, die er als plastische Module in Rastern (Grids) anordnet. Daneben setzt er traditionelle künstlerische Techniken wie Zeichnung und Malerei sowie neue Medien wie Diaprojektionen und Fotografien ein, die z. B. Architekturfassaden oder Elemente in Gebäuden zeigen. Im Ausstellungsraum stellt Tagwerker mitunter den funktionalen Gebrauch der eingesetzten Elemente dar, nur um diesen gleichzeitig wieder durch Manipulationen wie flackernde Leuchtstoffröhren oder verschwommene Spiegel zu konterkarieren. Er nimmt Anleihen beim Konstruktivismus, dessen Formalsprache er um narrative Impulse ergänzt.
Werke von Tagwerker wurden unter anderem in die Sammlungen von Kunsthaus Bregenz, Lentos Kunstmuseum Linz, Museum der Moderne Salzburg, MAK Wien und Museum Moderner Kunst Stiftung Ludwig Wien aufgenommen.

## Werke (Auswahl)

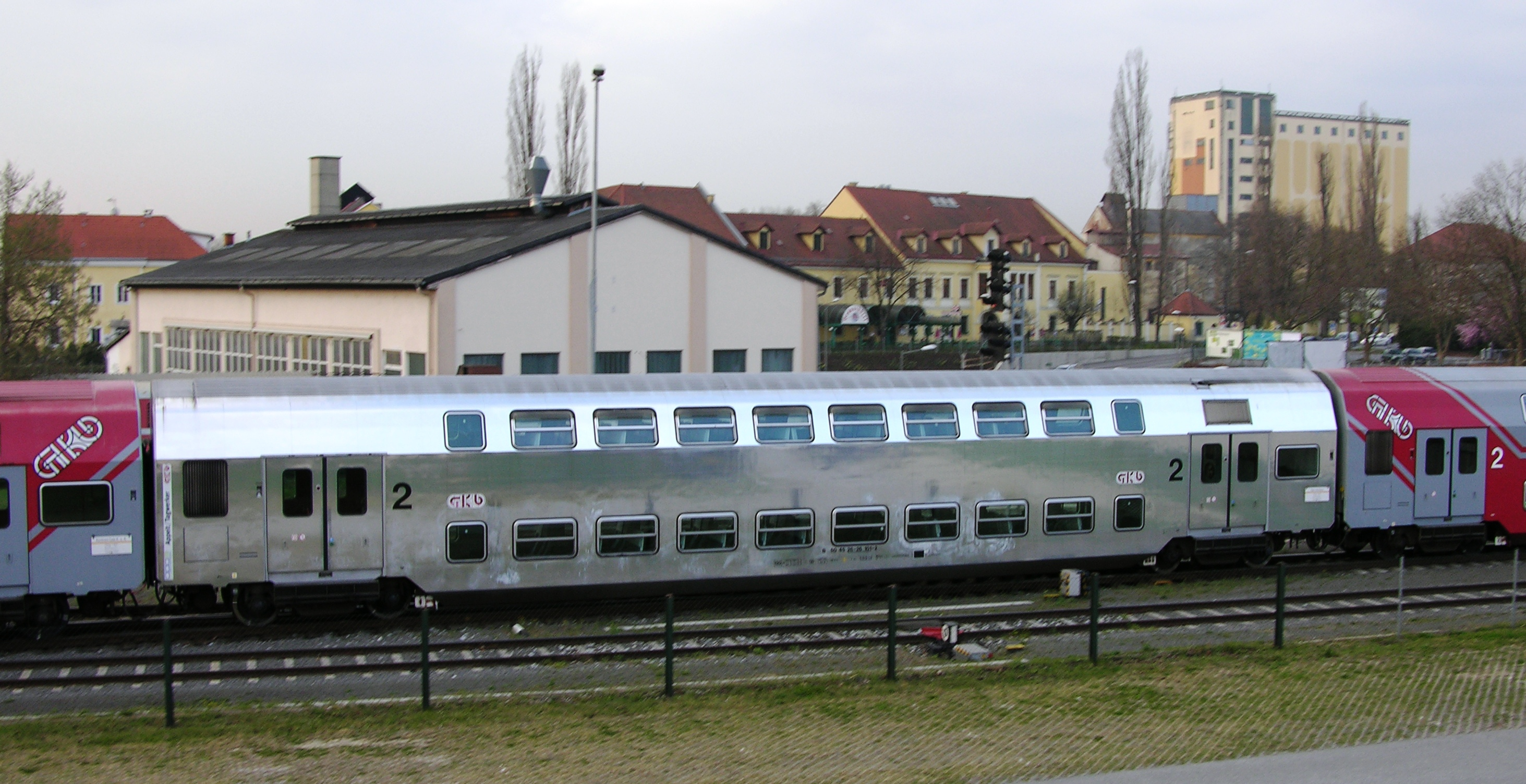
Von Siegrun Appelt und Gerold Tagwerker gestalteter Doppelstockwagen der GKB im Rahmen von Graz 2003 - Kulturhauptstadt Europas.

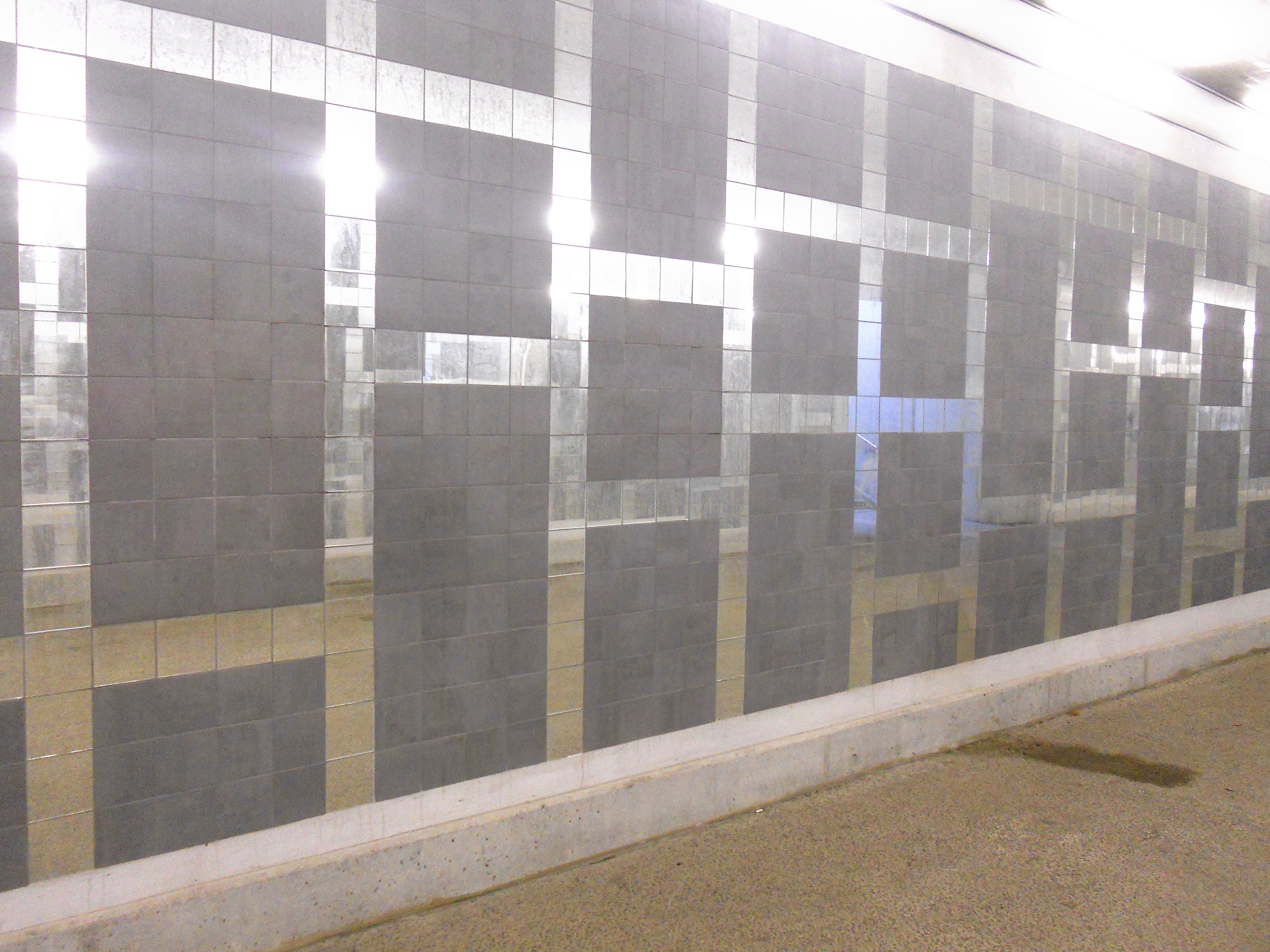
Mirror.grid_passage in Landstraße

- Im Rahmen des Projekts Loko-Motive gestalteten Siegrun Appelt und Gerold Tagwerker einen von fünf Wagen des GKB-Kunstzugs als Beitrag zu Graz 2003 – Kulturhauptstadt Europas.[5]

- Tagwerker entwarf die Preis-Skulptur mirror light für die Gewinner des Vienna Art Award 2003.[6]

- Seine Skulptur pennzoil (2007, Spiegelglas und Metall, 198 × 100 × 100 cm) wurde für die MAK-Sammlung Gegenwartskunst erworben.[7]

- Tagwerker gestaltete in Zusammenarbeit mit der Architektin Anna Wickenauser die Fußgängerunterführung zwischen Adolf-Blamauer-Gasse und Ghegastraße in Wien-Landstraße mit einem Rasterband aus Keramik- und Spiegelfliesen (Mirror.grid_passage, 2012, 52 × 2,7 m).[8]

- Für den Innenhof des Pflegeheims Birkenwiese in Dornbirn-Schoren schuf er die Skulptur house of thoughts and memory (2013, Guss aus WU-Beton, 2,20 × 2,20 × 2,00, 50-teilig mit Wasserfläche im Innenraum).[9]

## Ausstellungen (Auswahl seit 1996)
- 1996: Galerie Lisi Hämmerle, Bregenz
- 1997: „PANORAMA“, Neue Galerie am Landesmuseum Joanneum, Graz
  - „PANORAMA“, Raum für aktuelle Kunst - Prosart, Luzern
- 1998: Galerie Eboran, Salzburg
- 1999: „neunundneunzig“, Galerie Grita Insam, Wien
- 2000: „casino“, Galerija SV.Toma - Rovinj Art Program, Rovinj, Kroatien
  - „housing / Bregenz“, KUB-Billboards, Kunsthaus Bregenz
- 2001: „Fundus - Materialien“, Galerie Sechzig, Feldkirch
- 2002: „alphaville/zero2“, Galerie Grita Insam, Wien
  - „nightpieces“, Galerie der Stadt Wels
  - „11×133/58W.flash“, im Pavillon, Wels
- 2003: „urban studies – Friedrichshafen“, Kunstverein Friedrichshafen
  - „REMIS“, Remise Bludenz
- 2004: „grid.zero4“, Galerie Grita Insam, Wien
  - „10x58W/840.flash-o.p.“, Förderverein Aktuelle Kunst, Münster
- 2005: „alphaville/zero5“, artfinder Galerie, Hamburg
- 2006: „zero.sechs“, Galerie c.art, Dornbirn/Bregenz
  - „On Tunnels and Corridors“, Kunstverein Medienturm, Graz (mit S. Appelt)
- 2007: „formfollowsfunction“, Galerie Grita Insam, Wien
- 2008: „grid.zero8“, artfinder Galerie, Hamburg
- 2015: „_grids.zeroXV“, Kunstmuseum Appenzell[10]
- 2018: „construct_unfinished“, Museum für Konkrete Kunst, Ingolstadt[11]